# De sepulturis
De sepulturis est un des titres de la Décrétale Super Cathedram du pape Boniface VIII, au 27 septembre 1299, par laquelle celui-ci interdit la coutume du Mos Teutonicus, sauf approbation pontificale.